# Dáma s kaméliemi
Dáma s kaméliemi (1848, La Dame aux camélias) je autobiograficky založený romantický román velké nešťastné lásky, jehož autorem je francouzský spisovatel Alexandre Dumas mladší. Po velikém úspěchu, kterého román dosáhl, jej autor roku 1852 také zdramatizoval. Podle románu napsal roku 1853 italský skladatel Giuseppe Verdi operu La traviata.
Hlavní hrdinka knihy, krásná pařížská kurtizána Markéta Gautierová, má předobraz ve skutečné osobě, v kurtizáně Marii Duplessiové, kterou Alexandre Dumas mladší miloval, a o níž málokdo věděl, že její život provází zničující plicní choroba. Příběh se odehrává v Paříži v první polovině 19. století. Zprvu vypravován autorem, další část tvoří vypravování Armanda Duvala, který Markétu miloval, a také pasáže z dopisů a z deníku.

## Obsah románu

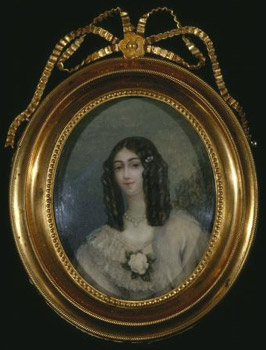
Kurtizána Marie Duplessis, jejíž život se stal předlohou pro román Dáma s kaméliemi.

Kniha začíná autorovým líčením dražby majetku zemřelé kurtizány Markéty Gautierové, kterou vypravěč znal jen od vidění. Ví však o ní, že se Markéta každý večer nechávala vidět v lóžích pařížských divadel, většinou se svými milenci. Vždy byla ozdobena bílými kaméliemi, jen pětkrát do měsíce kaméliemi červenými. Pro tento zvyk se jí začalo říkat Dáma s kaméliemi. Na dražbě si autor zakoupil Markétinu knihu Manon Lescaut, ve které našel věnování podepsané jakýmsi Armandem Duvalem. Díky této knize se pak s Armandem spřátelil, neboť Duval, který se vrátil z ciziny a dozvěděl se o Markétině smrti, si zjistil, kdo knihu koupil. Autor mu ji pak daroval, stali se z nich přátelé a Armand začal autorovi vypravovat svůj příběh.
Armand byl Markétou při jejich náhodných setkáních (například v opeře) naprosto okouzlen. Později jí vyznal lásku a Markéta záhy svolila, aby se stal jejím milencem, a to tak rychle především proto, že jí kvůli tuberkulóze nezbývalo mnoho let života. Armand byl šťasten, i když Markétu vydržoval starý hrabě de G. Toho však Markéta opustila poté, co začala žít s Armandem, do kterého se hluboce zamilovala.
Milenci žili spolu na venkově, protože však Armand neměl dostatečné finanční prostředky, musela Markéta rozprodávat a zastavovat svůj majetek (kočár a koně, šperky, drahé šaty). Když se o Armandově lásce dozvěděl jeho otec, pozval syna do Paříže, kde mu přikázal Markétu opustit. Armand ale neuposlechl, vše Markétě vypověděl a ta mu slíbila, že zůstane navždy jeho.
V dalších dnech se Armand opět setkal se svým otcem v Paříži. Po návratu na venkov již ale Markétu nenašel a její služka mu sdělila, že paní odjela do Paříže. V Paříži pak dostal od Markéty dopis, ve kterém mu napsala, že ho opouští. Armand byl zdrcen a v tomto stavu ho otec lehce donutil k tomu, aby s ním odjel.
Láska k Markétě ale brzy přiměla Armanda vrátit se zpět do Paříže. Když zde však na plese potkal Markétu ve společnosti hraběte de N., začal se plný zlosti dvořit kurtizáně Olympii. Markéta Armanda navštívila, protože věděla, že učinil z Olympie svou metresu jen proto, aby jí tím činil bolest. Přišla ho poprosit, aby jí už netrápil a strávila u něho noc. Když jí chtěl Armand druhý den navštívit, řekla mu její služebná, že je u ní hrabě de N. Zoufalý Armand došel k názoru, že se mu Markéta předchozí noc pouze vysmívala a ve zlosti jí poslal dopis s penězi za noc s ním strávenou.
Druhý den mu dopis i s penězi přinesli zpět. Armand běžel k Markétě, ale tam mu oznámili, že odjela do Anglie. Rozhodl se tedy, že pojede za svým přítelem do Orientu a odcestoval. Na cestě se ale od jednoho známého dozvěděl, že Markéta je velmi nemocná. Napsal jí proto dopis, na který mu odpověděla, že by ho ráda viděla, ale že umírá, a proto píše deník, ve kterém ospravedlňuje vše, co udělala.
Armand se okamžitě vrátil do Paříže, ale bylo již pozdě. Markéta byla mrtva. Od její přítelkyně si ale vyzvedl její deník, ze kterého se dozvěděl, že ho Markéta kdysi opustila jenom proto, že ji navštívil Armandův otec a požádal ji, aby sama ukončila jejich vztah, pokud Armanda opravdu miluje. Důvodem byl nadcházející sňatek Armandovy sestry s váženým pánem, který by nepřicházel v úvahu, pokud by měl Armand poměr s kurtizánou. Protože Markéta Armanda opravdu milovala, vyhověla přání jeho otce, i když jí samotné to přineslo velikou citovou bolest. V deníku Markéta dále psala o své touze Armanda vidět a o své smrtelné nemoci. Poslední stranu deníku napsala Markétina přítelkyně až po její smrti. Stálo tam, že její utrpení bylo dlouhé a velmi těžké a že při posledních minutách svého života volala Markéta pouze jméno Armandovo.
Román končí autorovou úvahou nad životem kurtizán a vydržovaných žen, ve které Alexandre Dumas mladší zdůrazňuje, že když takováto dívka pozná pravou lásku a chce se změnit, nemělo by jí v tom být bráněno odkazem na její dřívější život, protože by neměla za svou minulost trpět až do konce svého života.

## Filmové adaptace
- Kameliadamen, Dánsko 1907, režie Viggo Larsen, němý film.
- Camille, Itálie 1909, režie Ugo Falena, němý film.
- La Dame aux camélias, Francie 1911, režie Louis Mercanton, němý film, v hlavní roli Sarah Bernhardtová.
- La Dame aux camélias, Francie 1912, režie André Calmettes a Henri Pouctal, němý film.
- La Signora delle camelie, Itálie 1915, režie Baldassarre Negroni a Gustavo Serena, němý film.
- Camille, USA 1915, režie Albert Capellani, němý film.
- Camille, USA 1917, režie J. Gordon Edwards, němý film.
- Camille, USA 1921, režie Ray C. Smallwood, němý film, v hlavních rolích Alla Nazimova a Rudolph Valentino.
- The Lady of the Camellias, Spojené království 1922, režie Edwin J. Collins, němý film.
- Damen med kameliorna, Švédsko 1925, režie Olof Molander, němý film.
- Camille, USA 1926, režie Fred Niblo, němý film,
- La Dame aux camélias, Francie 1934, režie Fernand Rivers a Abel Gance.
- Camille, USA 1936, režie George Cukor, v hlavních rolích Greta Garbo a Robert Taylor.
- La Dama de las camelias, Mexiko 1944, režie Gabriel Soria.
- La Dame aux camélias, Francie 1953, režie Raymond Bernard.
- Kamelyali kadin, Turecko 1957, režie Sakir Sirmali.
- La Dame aux camélias, Francie 1962, režie François Gir, adaptace a dialogy Marcel Pagnol, televizní film.
- The Lady of the Camellias, Spojené království 1964, režie Rudolph Cartier, televizní film.
- La Dame aux camélias, Francie 1972, režie Robert Maurice, televizní film.
- The Lady of the Camellias, Spojené království 1976, režie Robert Knights, televizní film.
- Die Kameliadame, Spolková republika Německo 1978, režie Tom Toelle, televizní film.
- La Dame aux camélias, Francie a Itálie 1980, režie Mauro Bolognini, v hlavní roli Isabelle Huppertová.
- Die Kameliadame, Spolková republika Německo 1987, režie John Neumeier.
- La Dame aux camélias, Francie 1998, režie Jean-Claude Brialy, televizní film.

## Divadelní zpracování
- Dáma s kaméliemi, Česko 2007, muzikál, hudba Michal Pavlíček.